# Aurélie Jonary
Aurélie Jonary (* 2. Juli 1969) ist eine ehemalige madagassische Leichtathletin, die sich auf den Hürdenlauf spezialisiert hat.

## Sportliche Laufbahn
Erste internationale Erfahrungen sammelte Aurélie Jonary vermutlich im Jahr 1994, als sie bei den Spielen der Frankophonie in Bondoufle mit 55,66 s in der ersten Runde im 400-Meter-Lauf ausschied und auch über 400 m Hürden mit 60,75 s im Vorlauf ausschied. Zudem gewann sie mit der madagassischen 4-mal-100-Meter-Staffel in 45,22 s die Bronzemedaille hinter den Teams aus Frankreich und Kanada. 1997 siegte sie dann in 57,20 s im 400-Meter-Hürdenlauf bei den Spielen der Frankophonie in Antananarivo und sicherte sich in der 4-mal-400-Meter-Staffel mit 3:35,09 min die Bronzemedaille hinter den Teams aus Kamerun und Frankreich. Im Jahr darauf belegte sie bei den Afrikameisterschaften in Dakar in 58,77 s den siebten Platz im Hürdenlauf und 1999 nahm sie an den Afrikaspielen in Johannesburg teil und gelangte dort mit 60,95 s auf Rang acht. Zudem gewann sie dort in 43,98 s gemeinsam mit Hanitriniaina Rakotondrabé, Lantoniaina Ramalalanirina und Rosa Rakotozafy die Silbermedaille in der 4-mal-100-Meter-Staffel hinter dem nigerianischen Team. Daraufhin beendete sie ihre aktive sportliche Karriere im Alter von 30 Jahren.
In den Jahren 1989, 1992 und 1993, 1995 sowie 1997 und 1998 wurde Jonary madagassische Meisterin im 400-Meter-Hürdenlauf sowie 1990 über 400 Meter. Zudem wurde sie 1997 Landesmeisterin im 100-Meter-Lauf.

## Persönliche Bestleistungen
- 100 Meter: ?
- 400 Meter: 55,08 s, 24. Juni 1998 in Turin
- 400 m Hürden: 57,20 s, 5. September 1997 in Antananarivo